# Низида
Низида (итал. Nisida) — вулканический остров в Тирренском море (часть Средиземного моря), входит в состав итальянской провинции Неаполь в регионе Кампания южной Италии.

## География

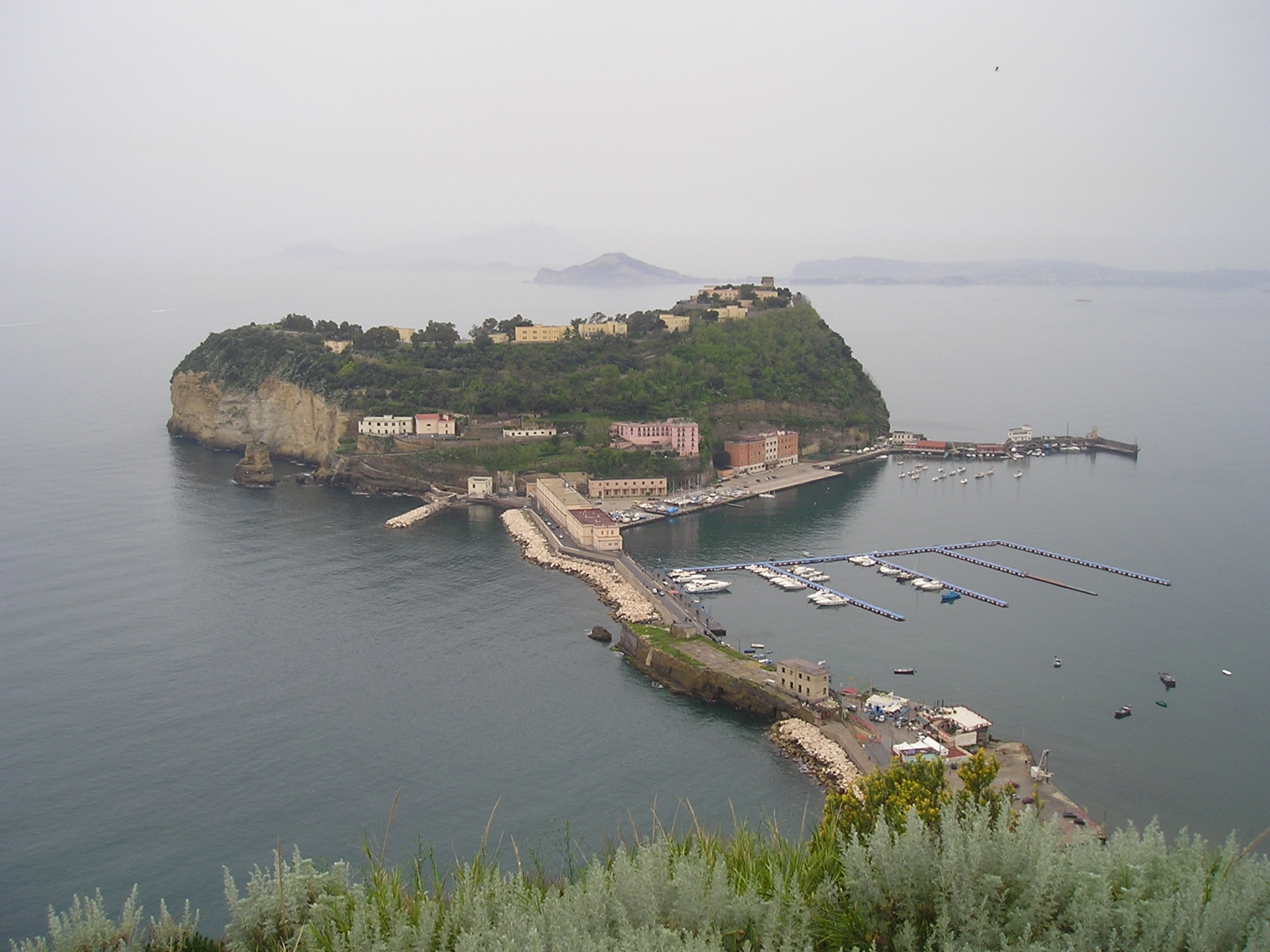
Вид со стороны Неаполя

Остров находится в Флегринском архипелаге, в который входят острова Искья, Прочида, Вивара и Капри. Расположен севернее Неаполя и связан с сушей каменным мостом. Имеет почти круглую форму с кратером, образующим залив Порто Паоне на юго-восточном побережье. Диаметр острова 0,5 км, самая высокая точка имеет высоту 109 метров. Площадь 0,7 км².

## История
Луций Лициний Лукулл, ставший консулом Римской республики в 151 году до н. э., построил на Низиде виллу. Марк Юний Брут Цепион также имел здесь виллу. В XVI веке был построен замок, который принадлежит семье аргентинского писателя Макседонио Фернандеса. В XIX веке в Низида находилась тюрьма, получившая известность благодаря письмам Вильяма Гладстона. Во время Второй мировой войны остров был оккупирован английской армией и использовался как место заключения. На Низиде находится штаб, принадлежащий НАТО.